# Nicola de Romanis
Nicola de Romanis    (né  à Rome, Italie, et mort  fin 1219 à Rome) est un cardinal italien   du XIIIe siècle.

## Biographie
Le pape Innocent III le crée cardinal lors du consistoire de  1205.  Le cardinal de Romanis est nommé doyen du Collège des cardinaux en 1211. Il est légat en Angleterre et en Prusse et  pénitencier apostolique à partir de 1216.
Le cardinal de Romanis participe  à l'élection d'Honorius III en  1216. Il est un ami intime de Dominique de Guzmán, futur saint et le fondateur des dominicains.